# Paul Julius Möbius

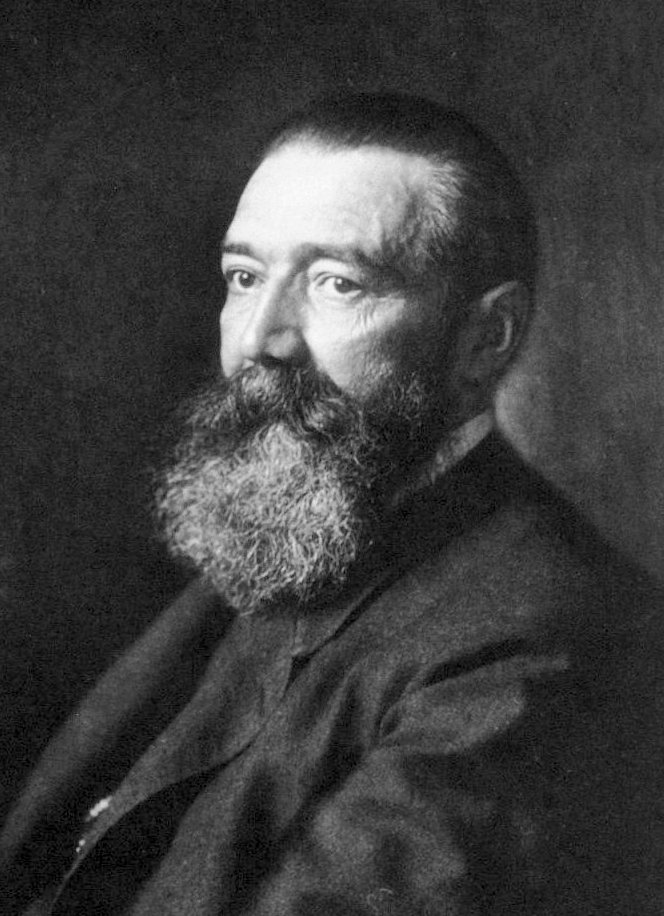
Retrato de Moebius

Paul Julius Moebius (Leipzig, 1853 - Leipzig, 1907) (también, Paul Julius Möbius) fue un médico y psiquiatra alemán.[cita requerida]
Su nombre se asocia con el síndrome de Möbius, una enfermedad congénita caracterizada por la falta de desarrollo de los nervios craneales VI (nervio abducens) y VII (nervio facial), que provoca parálisis facial. Introdujo ideas importantes sobre la etiología de la neurosis, así como su cura. Sigmund Freud le atribuye haber sido el primero en percatarse que métodos como la electroterapia no eran efectivos por sí mismos, sino que dependían de la sugestión que emergía en la relación médico-paciente.
Es célebre por su libro La deficiencia mental fisiológica de la mujer, en donde se describen los rasgos fisiológico-mentales que, según Moebius, colocarían a la mujer en una condición intelectual inferior en relación con la del hombre. Esta obra fue traducida al castellano por la escritora feminista Carmen de Burgos.
Sus teorías causaron tal sensación que encontraron en todo el mundo científicos que se encargaron tanto de sustentarlas como de refutarlas. Otras de sus obras fueron: Antiguas glosas nórdicas, Saga de Kermaks, Acerca de las antiguas lenguas nórdicas, El arte y el artista, El dolor de cabeza, entre otras.[cita requerida]